# Song bế mạng
Song bế mạng; danh pháp hai phần: Paraboea dictyoneura là một loài thực vật có hoa trong họ Tai voi. Loài này được (Hance) B.L. Burtt miêu tả khoa học đầu tiên năm 1984.
Loài này phân bố ở Việt Nam, Thái Lan, Trung Quốc..